# Литовско-польские отношения
Литовско-польские отношения — двусторонние дипломатические отношения между Литвой и Польшей. В XIII веке произошёл первый контакт между странами, после того как Великое княжество Литовское под руководством литовского князя Миндовга заняло часть территории Киевской Руси и установило границу с тогдашним раздробленным Королевством Польским. Впоследствии литовско-польские отношения улучшились, что в конечном итоге привело к формированию личной унии между двумя государствами. В середине XVI Польша и Литва объединились в государство Речь Посполитая. В  конце XVIII века оно было разделено усилиями Прусского королевства, Российской империи и Австрийской империи.  После окончания Первой мировой войны (1914—1918) произошло восстановление независимости двух государств, но литовско-польские отношения неуклонно ухудшались из-за роста националистических настроений. Взаимные территориальные претензии на Виленский край привели к вооружённому конфликту и ухудшению отношений в межвоенный период. Во время Второй мировой войны (1939—1945) польские и литовские территории были оккупированы Советским Союзом и гитлеровской Германией, но отношения между поляками и литовцами оставались враждебными. После окончания Второй мировой войны Польша и Литва оказались в Восточном блоке: Польша стала советским государством-сателлитом, а Литва одной из союзных республик СССР. С падением коммунистических режимов отношения между двумя странами были восстановлены. Протяжённость государственной границы между странами составляет 104 км.

## История
В XIII веке было создано Литовское государство, которое установило границу с польскими территориями приблизительно в XIV веке, после уничтожения древнепрусского и ятвяжского племен. До этого времени большая часть контактов между двумя странами была ограничена пограничными военными конфликтами, такими как набег Литвы на Мазовецкое княжество в 1262 году, в результате которого был убит Земовит I Мазовецкий. В середине 1320-х годов был заключен союз между королем Польши Владиславом I Локетеком и великим князем литовским Гедимином. Дочь Гедимина Альдона вышла замуж за сына Владислава I Локетека — Казимира III в 1325 году, что привело к улучшению отношений между странами. В 1358 году подписание договора между Мазовецким княжеством и Великим княжеством Литовским впервые определило границу между ними. В 1385 году растущая угроза со стороны Тевтонского ордена для обеих стран привела к созданию более крепкого союза — Кревской унии, что ознаменовало начало многовекового литовско-польского сотрудничества. Этот союз был скреплен победой над тевтонскими рыцарями в Грюнвальдской битве в 1410 году.
Поскольку Литве все больше угрожало Великое княжество Московское (Русско-литовские войны), она стремилась укрепить свои связи с Польшей. В 1569 году была оформлена Люблинская уния, что затем привело к созданию нового федеративного государства Речи Посполитой и принятию Конституции 3 мая 1791 года. Период раздела Речи Посполитой ознаменовался окончанием процесса полонизации, когда в Литве началось национальное возрождение, что придало литовскому языку и культуре новое значение.

### XX век
Несмотря на существующий проект организации конфедеративного государства Междуморье, после окончания Первой мировой войны Литва решила стать независимым государством, а не воссоздавать прежний союз. Различный взгляд на территориальные вопросы, особенно на принадлежность городов Вильнюс и Сейны, привёл к Польско-литовской войне, что отравляло отношения в течение большей части межвоенного периода.
Литовско-польские отношения продолжали ухудшаться, поскольку вооружённые силы этих стран начали противостояние на фоне Советско-польской войны и Советско-литовской войны. Польская военная организация организовала Сейненское восстание, что было в Литве встречено крайним негативом. Кроме того, мнение литовцев о поляках ухудшилось из-за раскрытого заговора о планах свержения суверенного правительства Литвы Польской военной организацией при поддержке местного польского меньшинства. Отношения еще более ухудшились, когда началась Польско-литовская война и Юзеф Пилсудский приказал Люциану Желиговскому аннексировать часть территории Литвы. После захвата Люцианом Желиговским Срединной Литвы, литовские власти разорвали дипломатические отношения с Польшей. Страны испытывали заметные кризисы в отношениях в 1927 году (когда была угроза возобновления военных действий, что привело к частичному восстановлению дипломатических отношений) и в 1938 году (когда Польский ультиматум Литве вынудил эту страну согласиться на полное восстановление дипломатических отношений). Лига Наций участвовала в сглаживании конфликтов этих государств в 1919-20 и 1927 годах.
После событий 1919-20 годов Польша и сами поляки воспринимались с большим подозрением в Литве, и наоборот. Оба правительства — в эпоху национализма, охватившую Европу, — жестко относились к своим меньшинствам. В Литве люди, провозглашающие польскую этническую принадлежность, были официально записаны как литовцы, попав под процесс литвинизации, земля, принадлежавшая полякам, конфисковывалась, права польских религиозных служб, школ, публикаций и т. д. были строго ограничены. После смерти Юзефа Пилсудского, литовское меньшинство в Польше стало объектом полонизации, и правительство Польши поощряло переселение ветеранов польской армии на спорные территории. Почти все литовские школы были закрыты (266), и почти все литовские организации были запрещены.
Вопрос о литовско-польских отношениях во время Второй мировой войны является спорным, и некоторые современные литовские и польские историки всё еще расходятся в своих интерпретациях связанных событий, в частности с отношением к полякам со стороны литовского коллаборационистского правительства и сил безопасности, а также военных операций польской организации сопротивления Армии Крайовой на территориях, населенных литовцами и поляками. В последние годы в результате проведения общих научных конференций началось сокращение разрыва между литовскими и польскими версиями, но разногласия всё еще остаются.
Вторая мировая война положила конец существованию независимых польского и литовского государств. После войны оба бывших государства попали под влияние Советского Союза. Территория Польши сместилась на запад, в результате чего большинство спорных территорий, в которых ранее находилось значительное литовское меньшинство во Второй Речи Посполитой, были включены в состав Литовской ССР и Белорусской ССР, двух советских республик. В то же время многим полякам из Восточных крес было разрешено покинуть Советский Союз, и в основном они были перевезены на запад на Возвращённые земли, а польское меньшинство в Литовской ССР также значительно сократилось. Оставшееся польское меньшинство в Литве попало под процесс литвинизации и советизации. Под шефством Советского Союза различные этнические группы в Восточном блоке должны были мирно сотрудничать. Чтобы предотвратить создание или воссоздание исторических альянсов, которые могли бы ослабить советский режим, советская политика была направлена на минимизацию роли исторических связей между этими народами, и в тот период было мало серьёзных контактов между Польшей и Литвой.
Падение коммунистических режимов в Европе в период между 1989 и 1991 годами привело к официальному восстановлению отношений между польским и литовским государствами. Польша активно поддерживала независимость Литвы и 26 августа 1991 года стала одной из первых стран, признавших независимую Литву. Несмотря на это, в начале 1990-х годов произошел кризис в отношениях из-за предполагаемого жестокого обращения с польским меньшинством со стороны Литвы, а также из-за обеспокоенности литовцев тем, что Польша снова попыталась вернуть их страну в сферу своего влияния или даже выдвинуть какие-либо территориальные претензии. Через несколько лет ситуация нормализовалась и отношения улучшились. 28 сентября 1992 года министры иностранных дел обеих стран подписали декларацию о дружбе и добрососедских отношениях и консульскую конвенцию, отвергающую любые территориальные претензии и обещающие уважать права их соответствующих меньшинств. 26 апреля 1994 года во время встречи президентов обеих стран в Вильнюсе был заключен Договор о взаимной дружбе. Обе страны являются членами НАТО (Польша вступила в 1999 году, а Литва в 2004 году), Польша являлась активным сторонником вступления Литвы) в Европейский союз (оба государства вступили в 2004 году).

### XXI век

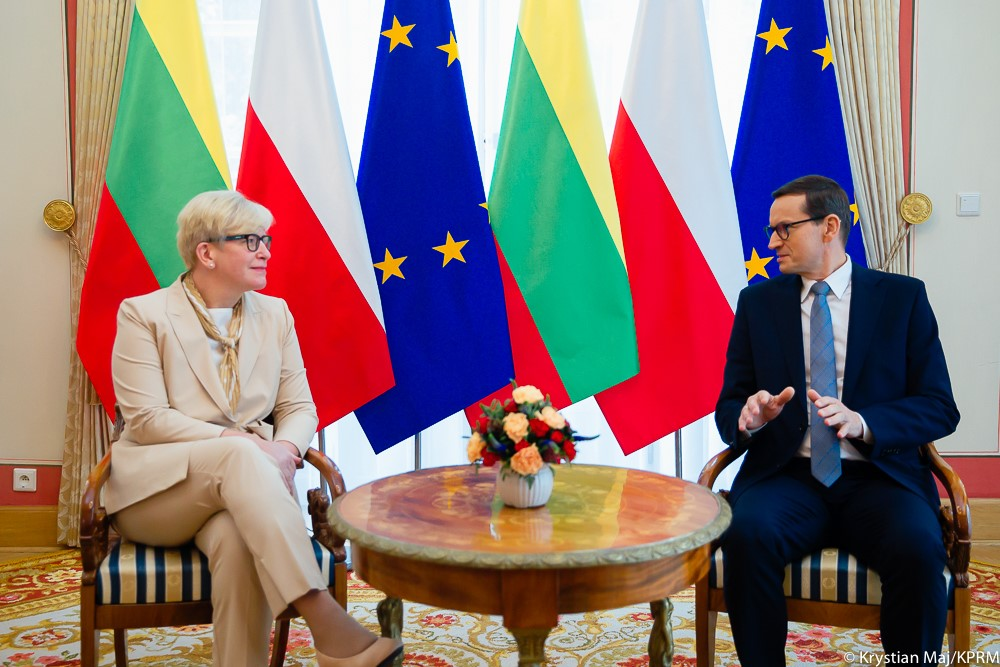
Встреча премьер-министра Литвы Ингриды Шимоните и премьер-министра Польши Матеуша Моравецкого в Варшаве, 2021 год

Однако, в конце 2000-х годов разногласия по поводу выполнения Литвой Договора о дружбе испортили отношения и сорвали сотрудничество по энергетическим вопросам, что является важным моментом так как электрические сети стран взаимосвязаны, но газопроводы двух стран проводят через себя газ поставляемый только Россией. Ранее заявленные намерения расширять сотрудничество в энергосистеме зашли в тупик из-за разногласий в Договоре о дружбе. В феврале 2011 года президент Польши Бронислав Коморовский во время визита в Литву выразил обеспокоенность по поводу ухудшения отношений и отметил, что полное выполнение Договора о дружбе должно позволить полякам в Литве использовать оригинальные формы своих фамилий и получить доступ к образованию на польском языке.
В настоящее время[когда?] в Литве проживает около 250 000 поляков, а в Польше около 25 000 этнических литовцев. Обе страны являются полноправными членами Совета государств Балтийского моря. Страны являются частью Шенгенской зоны и между ними нет пограничного контроля.

## Дипломатические представительства
- У Литвы есть посольство в Варшаве[22].
- Польша имеет посольство в Вильнюсе[23].